# لیدز فورس (زنان)
لیدز فورس (انگلیسی: Leeds Force) یک تیم بسکتبال زنان در انگلستان است. این باشگاه در سال ۲۰۰۶ میلادی تأسیس گردید.